# Oscar voor beste camerawerk
De Academy Award voor beste camerawerk (Engels: Academy Award for Best Cinematography, ook bekend als Oscar voor beste camerawerk) is een jaarlijkse filmprijs van de Academy of Motion Picture Arts and Sciences. De Oscar voor camerawerk werd een eerste maal uitgereikt tijdens de 1ste Oscaruitreiking in 1928.

## Winnaars en genomineerden
De winnaars staan bovenaan in vette letters op een gele achtergrond. De overige films en cinematografen die werden genomineerd staan eronder vermeld in alfabetische volgorde.

### 1927-1929
| Jaar           | Camerawerk                                          | Film(s) |
| -------------- | --------------------------------------------------- | ------- |
| 1927-28 (1e)   |                                                     |         |
| Charles Rosher | Sunrise                                             |         |
| Karl Struss    | Sunrise                                             |         |
| George Barnes  | The Devil Dancer, The Magic Flame en Sadie Thompson |         |
| 1928-29 (2e)   |                                                     |         |
| Clyde De Vinna | White Shadows in the South Seas                     |         |
| George Barnes  | Our Dancing Daughters                               |         |
| Arthur Edeson  | In Old Arizona                                      |         |
| Ernest Palmer  | Four Devils en Street Angel                         |         |
| John Seitz     | The Divine Lady                                     |         |

### 1930-1939
| Jaar                                     | Film                                     | Camerawerk |
| ---------------------------------------- | ---------------------------------------- | ---------- |
| 1929-30 (3e)                             |                                          |            |
| With Byrd at the South Pole              | Joseph T. Rucker en Willard Van der Veer |            |
| All Quiet on the Western Front           | Arthur Edeson                            |            |
| Anna Christie                            | William Daniels                          |            |
| Hell's Angels                            | Gaetano Gaudio en Harry Perry            |            |
| The Love Parade                          | Victor Milner                            |            |
| 1930-31 (4e)                             |                                          |            |
| Tabu                                     | Floyd Crosby                             |            |
| Cimarron                                 | Edward Cronjager                         |            |
| Morocco                                  | Lee Garmes                               |            |
| The Right to Love                        | Charles Lang                             |            |
| Svengali                                 | Barney "Chick" McGill                    |            |
| 1931-32 (5e)                             |                                          |            |
| Shanghai Express                         | Lee Garmes                               |            |
| Arrowsmith                               | Ray June                                 |            |
| Dr. Jekyll and Mr. Hyde                  | Karl Struss                              |            |
| 1932-33 (6e)                             |                                          |            |
| A Farewell to Arms                       | Charles Bryant Lang jr.                  |            |
| Reunion in Vienna                        | George J. Folsey                         |            |
| The Sign of the Cross                    | Karl Struss                              |            |
| 1934 (7e)                                |                                          |            |
| Cleopatra                                | Victor Milner                            |            |
| The Affairs of Cellini                   | Charles Rosher                           |            |
| Operator 13                              | George Folsey                            |            |
| 1935 (8e)                                |                                          |            |
| A Midsummer Night's Dream                | Hal Mohr                                 |            |
| Barbary Coast                            | Ray June                                 |            |
| The Crusades                             | Victor Milner                            |            |
| Les Misérables                           | Gregg Toland                             |            |
| 1936 (9e)                                |                                          |            |
| Zwart-wit                                |                                          |            |
| Anthony Adverse                          | Gaetano Gaudio                           |            |
| The General Died at Dawn                 | Victor Milner                            |            |
| The Gorgeous Hussy                       | George Folsey                            |            |
| Kleur                                    |                                          |            |
| The Garden of Allah                      | W. Howard Greene en Harold Rosson        |            |
| 1937 (10e)                               |                                          |            |
| Zwart-wit                                |                                          |            |
| The Good Earth                           | Karl Freund                              |            |
| Dead End                                 | Gregg Toland                             |            |
| Wings Over Honolulu                      | Joseph Valentine                         |            |
| Kleur                                    |                                          |            |
| A Star Is Born                           | W. Howard Greene                         |            |
| 1938 (11e)                               |                                          |            |
| Zwart-wit                                |                                          |            |
| The Great Waltz                          | Joseph Ruttenberg                        |            |
| Algiers                                  | James Wong Howe                          |            |
| Army Girl                                | Ernest Miller en Harry Wild              |            |
| The Buccaneer                            | Victor Milner                            |            |
| Jezebel                                  | Ernest Haller                            |            |
| Mad About Music                          | Joseph Valentine                         |            |
| Merrily We Live                          | Norbert Brodine                          |            |
| Suez                                     | Peverell Marley                          |            |
| Vivacious Lady                           | Robert De Grasse                         |            |
| You Can't Take It with You               | Joseph Walker                            |            |
| The Young in Heart                       | Leon Shamroy                             |            |
| Kleur                                    |                                          |            |
| Sweethearts                              | Oliver Marsh en Allen Davey              |            |
| 1939 (12e)                               |                                          |            |
| Zwart-wit                                |                                          |            |
| Wuthering Heights                        | Gregg Toland                             |            |
| First Love                               | Joseph Valentine                         |            |
| The Great Victor Herbert                 | Victor Milner                            |            |
| Gunga Din                                | Joseph H. August                         |            |
| Intermezzo                               | Gregg Toland                             |            |
| Juarez                                   | Tony Gaudio                              |            |
| Lady of the Tropics                      | George Folsey                            |            |
| Of Mice and Men                          | Norbert Brodine                          |            |
| Only Angels Have Wings                   | Joseph Walker                            |            |
| The Rains Came                           | Arthur Miller                            |            |
| Stagecoach                               | Bert Glennon                             |            |
| Kleur                                    |                                          |            |
| Gone with the Wind                       | Ernest Haller en Ray Rennahan            |            |
| Drums Along the Mohawk                   | Ray Rennahan en Bert Glennon             |            |
| Four Feathers                            | Georges Périnal en Osmond Borradaile     |            |
| The Mikado                               | William V. Skall en Bernard Knowles      |            |
| The Private Lives of Elizabeth and Essex | Sol Polito en W. Howard Greene           |            |
| The Wizard of Oz                         | Hal Rosson                               |            |

### 1940-1949
| Jaar                          | Film                                                 | Camerawerk |
| ----------------------------- | ---------------------------------------------------- | ---------- |
| 1940 (13e)                    |                                                      |            |
| Zwart-wit                     |                                                      |            |
| Rebecca                       | George Barnes                                        |            |
| Abe Lincoln in Illinois       | James Wong Howe                                      |            |
| All This, and Heaven Too      | Ernest Haller                                        |            |
| Arise, My Love                | Charles B. Lang jr.                                  |            |
| Boom Town                     | Harold Rosson                                        |            |
| Foreign Correspondent         | Rudolph Maté                                         |            |
| The Letter                    | Gaetano (Tony) Gaudio                                |            |
| The Long Voyage Home          | Gregg Toland                                         |            |
| Spring Parade                 | Joseph Valentine                                     |            |
| Waterloo Bridge               | Joseph Ruttenberg                                    |            |
| Kleur                         |                                                      |            |
| The Thief of Bagdad           | Georges Périnal                                      |            |
| Bitter Sweet                  | Oliver T. Marsh en Allen Davey                       |            |
| The Blue Bird                 | Arthur Miller en Ray Rennahan                        |            |
| Down Argentine Way            | Leon Shamroy en Ray Rennahan                         |            |
| North West Mounted Police     | Victor Milner en W. Howard Greene                    |            |
| Northwest Passage             | Sidney Wagner en William V. Skall                    |            |
| 1941 (14e)                    |                                                      |            |
| Zwart-wit                     |                                                      |            |
| How Green Was My Valley       | Arthur Miller                                        |            |
| The Chocolate Soldier         | Karl Freund                                          |            |
| Citizen Kane                  | Gregg Toland                                         |            |
| Dr. Jekyll and Mr. Hyde       | Joseph Ruttenberg                                    |            |
| Here Comes Mr. Jordan         | Joseph Walker                                        |            |
| Hold Back the Dawn            | Leo Tover                                            |            |
| Sergeant York                 | Sol Polito                                           |            |
| Sun Valley Serenade           | Edward Cronjager                                     |            |
| Sundown                       | Charles Lang                                         |            |
| That Hamilton Woman           | Rudolph Maté                                         |            |
| Kleur                         |                                                      |            |
| Blood and Sand                | Ernest Palmer en Ray Rennahan                        |            |
| Aloma of the South Seas       | Wilfred M. Cline, Karl Struss en William Snyder      |            |
| Billy the Kid                 | William V. Skall en Leonard Smith                    |            |
| Blossoms in the Dust          | Karl Freund en W. Howard Greene                      |            |
| Dive Bomber                   | Bert Glennon                                         |            |
| Louisiana Purchase            | Harry Hallenberger en Ray Rennahan                   |            |
| 1942 (15e)                    |                                                      |            |
| Zwart-wit                     |                                                      |            |
| Mrs. Miniver                  | Joseph Ruttenberg                                    |            |
| Kings Row                     | James Wong Howe                                      |            |
| The Magnificent Ambersons     | Stanley Cortez                                       |            |
| Moontide                      | Charles Clarke                                       |            |
| The Pied Piper                | Edward Cronjager                                     |            |
| The Pride of the Yankees      | Rudolph Maté                                         |            |
| Take a Letter, Darling        | John Mescall                                         |            |
| The Talk of the Town          | Ted Tetzlaff                                         |            |
| Ten Gentlemen from West Point | Leon Shamroy                                         |            |
| This Above All                | Arthur Miller                                        |            |
| Kleur                         |                                                      |            |
| The Black Swan                | Leon Shamroy                                         |            |
| Arabian Nights                | Milton Krasner, William V. Skall en W. Howard Greene |            |
| Captains of the Clouds        | Sol Polito                                           |            |
| Jungle Book                   | W. Howard Greene                                     |            |
| Reap the Wild Wind            | Victor Milner en William V. Skall                    |            |
| To the Shores of Tripoli      | Edward Cronjager en William V. Skall                 |            |
| 1943 (16e)                    |                                                      |            |
| Zwart-wit                     |                                                      |            |
| The Song of Bernadette        | Arthur Miller                                        |            |
| Air Force                     | James Wong Howe, Elmer Dyer en Charles Marshall      |            |
| Casablanca                    | Arthur Edeson                                        |            |
| Corvette K-225                | Tony Gaudio                                          |            |
| Five Graves to Cairo          | John Seitz                                           |            |
| The Human Comedy              | Harry Stradling                                      |            |
| Madame Curie                  | Joseph Ruttenberg                                    |            |
| The North Star                | James Wong Howe                                      |            |
| Sahara                        | Rudolph Maté                                         |            |
| So Proudly We Hail!           | Charles Lang                                         |            |
| Kleur                         |                                                      |            |
| Phantom of the Opera          | Hal Mohr en W. Howard Greene                         |            |
| For Whom the Bell Tolls       | Ray Rennahan                                         |            |
| Heaven Can Wait               | Edward Cronjager                                     |            |
| Hello, Frisco, Hello          | Charles G. Clarke en Allen Davey                     |            |
| Lassie Come Home              | Leonard Smith                                        |            |
| Thousands Cheer               | George Folsey                                        |            |
| 1944 (17e)                    |                                                      |            |
| Zwart-wit                     |                                                      |            |
| Laura                         | Joseph LaShelle                                      |            |
| Double Indemnity              | John Seitz                                           |            |
| Dragon Seed                   | Sidney Wagner                                        |            |
| Gaslight                      | Joseph Ruttenberg                                    |            |
| Going My Way                  | Lionel Lindon                                        |            |
| Lifeboat                      | Glen MacWilliams                                     |            |
| Since You Went Away           | Stanley Cortez en Lee Garmes                         |            |
| Thirty Seconds Over Tokyo     | Robert Surtees en Harold Rosson                      |            |
| The Uninvited                 | Charles Lang                                         |            |
| The White Cliffs of Dover     | George Folsey                                        |            |
| Kleur                         |                                                      |            |
| Wilson                        | Leon Shamroy                                         |            |
| Cover Girl                    | Rudolph Maté en Allen M. Davey                       |            |
| Home in Indiana               | Edward Cronjager                                     |            |
| Kismet                        | Charles Rosher                                       |            |
| Lady in the Dark              | Ray Rennahan                                         |            |
| Meet Me in St. Louis          | George Folsey                                        |            |
| 1945 (18e)                    |                                                      |            |
| Zwart-wit                     |                                                      |            |
| The Picture of Dorian Gray    | Harry Stradling                                      |            |
| The Keys of the Kingdom       | Arthur Miller                                        |            |
| The Lost Weekend              | John F. Seitz                                        |            |
| Mildred Pierce                | Ernest Haller                                        |            |
| Spellbound                    | George Barnes                                        |            |
| Kleur                         |                                                      |            |
| Leave Her to Heaven           | Leon Shamroy                                         |            |
| Anchors Aweigh                | Robert Planck en Charles Boyle                       |            |
| National Velvet               | Leonard Smith                                        |            |
| A Song to Remember            | Tony Gaudio en Allen M. Davey                        |            |
| The Spanish Main              | George Barnes                                        |            |
| 1946 (19e)                    |                                                      |            |
| Zwart-wit                     |                                                      |            |
| Anna and the King of Siam     | Arthur Miller                                        |            |
| The Green Years               | George Folsey                                        |            |
| Kleur                         |                                                      |            |
| The Yearling                  | Charles Rosher, Leonard Smith en Arthur Arling       |            |
| The Jolson Story              | Joseph Walker                                        |            |
| 1947 (20e)                    |                                                      |            |
| Zwart-wit                     |                                                      |            |
| Great Expectations            | Guy Green                                            |            |
| The Ghost and Mrs. Muir       | Charles Lang jr.                                     |            |
| Green Dolphin Street          | George Folsey                                        |            |
| Kleur                         |                                                      |            |
| Black Narcissus               | Jack Cardiff                                         |            |
| Life with Father              | Peverell Marley en William V. Skall                  |            |
| Mother Wore Tights            | Harry Jackson                                        |            |
| 1948 (21e)                    |                                                      |            |
| Zwart-wit                     |                                                      |            |
| The Naked City                | William Daniels                                      |            |
| A Foreign Affair              | Charles B. Lang jr.                                  |            |
| I Remember Mama               | Nicholas Musuraca                                    |            |
| Johnny Belinda                | Ted McCord                                           |            |
| Portrait of Jennie            | Joseph August                                        |            |
| Kleur                         |                                                      |            |
| Joan of Arc                   | Joseph Valentine, William V. Skall en Winton Hoch    |            |
| Green Grass of Wyoming        | Charles G. Clarke                                    |            |
| The Loves of Carmen           | William Snyder                                       |            |
| The Three Musketeers          | Robert Planck                                        |            |
| 1949 (22e)                    |                                                      |            |
| Zwart-wit                     |                                                      |            |
| Battleground                  | Paul C. Vogel                                        |            |
| Champion                      | Frank Planer                                         |            |
| Come to the Stable            | Joseph LaShelle                                      |            |
| The Heiress                   | Leo Tover                                            |            |
| Prince of Foxes               | Leon Shamroy                                         |            |
| Kleur                         |                                                      |            |
| She Wore a Yellow Ribbon      | Winton Hoch                                          |            |
| The Barkleys of Broadway      | Harry Stradling                                      |            |
| Jolson Sings Again            | William Snyder                                       |            |
| Little Women                  | Robert Planck en Charles Schoenbaum                  |            |
| Sand                          | Charles G. Clarke                                    |            |

### 1950-1959
| Jaar                            | Film                               | Camerawerk |
| ------------------------------- | ---------------------------------- | ---------- |
| 1950 (23e)                      |                                    |            |
| Zwart-wit                       |                                    |            |
| The Third Man                   | Robert Krasker                     |            |
| All About Eve                   | Milton Krasner                     |            |
| The Asphalt Jungle              | Harold Rosson                      |            |
| The Furies                      | Victor Milner                      |            |
| Sunset Blvd.                    | John F. Seitz                      |            |
| Kleur                           |                                    |            |
| King Solomon's Mines            | Robert Surtees                     |            |
| Annie Get Your Gun              | Charles Rosher                     |            |
| Broken Arrow                    | Ernest Palmer                      |            |
| The Flame and the Arrow         | Ernest Haller                      |            |
| Samson and Delilah              | George Barnes                      |            |
| 1951 (24e)                      |                                    |            |
| Zwart-wit                       |                                    |            |
| A Place in the Sun              | William C. Mellor                  |            |
| Death of a Salesman             | Frank Planer                       |            |
| The Frogmen                     | Norbert Brodine                    |            |
| Strangers on a Train            | Robert Burks                       |            |
| A Streetcar Named Desire        | Harry Stradling                    |            |
| Kleur                           |                                    |            |
| An American in Paris            | Alfred Gilks en John Alton         |            |
| David and Bathsheba             | Leon Shamroy                       |            |
| Quo Vadis                       | Robert Surtees en William V. Skall |            |
| Show Boat                       | Charles Rosher                     |            |
| When Worlds Collide             | John F. Seitz en W. Howard Greene  |            |
| 1952 (25e)                      |                                    |            |
| Zwart-wit                       |                                    |            |
| The Bad and the Beautiful       | Robert Surtees                     |            |
| The Big Sky                     | Russell Harlan                     |            |
| My Cousin Rachel                | Joseph LaShelle                    |            |
| Navajo                          | Virgil E. Miller                   |            |
| Sudden Fear                     | Charles B. Lang jr.                |            |
| Kleur                           |                                    |            |
| The Quiet Man                   | Winton C. Hoch en Archie Stout     |            |
| Hans Christian Andersen         | Harry Stradling                    |            |
| Ivanhoe                         | F.A. Young                         |            |
| Million Dollar Mermaid          | George J. Folsey                   |            |
| The Snows of Kilimanjaro        | Leon Shamroy                       |            |
| 1953 (26e)                      |                                    |            |
| Zwart-wit                       |                                    |            |
| From Here to Eternity           | Burnett Guffey                     |            |
| The Four Poster                 | Hal Mohr                           |            |
| Julius Caesar                   | Joseph Ruttenberg                  |            |
| Martin Luther                   | Joseph C. Brun                     |            |
| Roman Holiday                   | Frank Planer en Henri Alekan       |            |
| Kleur                           |                                    |            |
| Shane                           | Loyal Griggs                       |            |
| All the Brothers Were Valiant   | George Folsey                      |            |
| Beneath the 12-Mile Reef        | Edward Cronjager                   |            |
| Lili                            | Robert Planck                      |            |
| The Robe                        | Leon Shamroy                       |            |
| 1954 (27e)                      |                                    |            |
| Zwart-wit                       |                                    |            |
| On the Waterfront               | Boris Kaufman                      |            |
| The Country Girl                | John F. Warren                     |            |
| Executive Suite                 | George Folsey                      |            |
| Rogue Cop                       | John Seitz                         |            |
| Sabrina                         | Charles Lang jr.                   |            |
| Kleur                           |                                    |            |
| Three Coins in the Fountain     | Milton Krasner                     |            |
| The Egyptian                    | Leon Shamroy                       |            |
| Rear Window                     | Robert Burks                       |            |
| Seven Brides for Seven Brothers | George Folsey                      |            |
| The Silver Chalice              | William V. Skall                   |            |
| 1955 (28e)                      |                                    |            |
| Zwart-wit                       |                                    |            |
| The Rose Tattoo                 | James Wong Howe                    |            |
| Blackboard Jungle               | Russell Harlan                     |            |
| I'll Cry Tomorrow               | Arthur E. Arling                   |            |
| Marty                           | Joseph LaShelle                    |            |
| Queen Bee                       | Charles Lang                       |            |
| Kleur                           |                                    |            |
| To Catch a Thief                | Robert Burks                       |            |
| Guys and Dolls                  | Harry Stradling                    |            |
| Love Is a Many-Splendored Thing | Leon Shamroy                       |            |
| A Man Called Peter              | Harold Lipstein                    |            |
| Oklahoma!                       | Robert Surtees                     |            |
| 1956 (29e)                      |                                    |            |
| Zwart-wit                       |                                    |            |
| Somebody Up There Likes Me      | Joseph Ruttenberg                  |            |
| Baby Doll                       | Boris Kaufman                      |            |
| The Bad Seed                    | Hal Rosson                         |            |
| The Harder They Fall            | Burnett Guffey                     |            |
| Stagecoach to Fury              | Walter Strenge                     |            |
| Kleur                           |                                    |            |
| Around the World in 80 Days     | Lionel Lindon                      |            |
| The Eddy Duchin Story           | Harry Stradling                    |            |
| The King and I                  | Leon Shamroy                       |            |
| The Ten Commandments            | Loyal Griggs                       |            |
| War and Peace                   | Jack Cardiff                       |            |
| 1957 (30e)                      |                                    |            |
| The Bridge on the River Kwai    | Jack Hildyard                      |            |
| An Affair to Remember           | Milton Krasner                     |            |
| Funny Face                      | Ray June                           |            |
| Peyton Place                    | William Mellor                     |            |
| Sayonara                        | Ellsworth Fredericks               |            |
| 1958 (31e)                      |                                    |            |
| Zwart-wit                       |                                    |            |
| The Defiant Ones                | Sam Leavitt                        |            |
| Desire Under the Elms           | Daniel L. Fapp                     |            |
| I Want to Live!                 | Lionel Lindon                      |            |
| Separate Tables                 | Charles Lang jr.                   |            |
| The Young Lions                 | Joe MacDonald                      |            |
| Kleur                           |                                    |            |
| Gigi                            | Joseph Ruttenberg                  |            |
| Auntie Mame                     | Harry Stradling sr.                |            |
| Cat on a Hot Tin Roof           | William Daniels                    |            |
| The Old Man and the Sea         | James Wong Howe                    |            |
| South Pacific                   | Leon Shamroy                       |            |
| 1959 (32e)                      |                                    |            |
| Zwart-wit                       |                                    |            |
| The Diary of Anne Frank         | William C. Mellor                  |            |
| Anatomy of a Murder             | Sam Leavitt                        |            |
| Career                          | Joseph LaShelle                    |            |
| Some Like It Hot                | Charles Lang jr.                   |            |
| The Young Philadelphians        | Harry Stradling sr.                |            |
| Kleur                           |                                    |            |
| Ben-Hur                         | Robert L. Surtees                  |            |
| The Big Fisherman               | Lee Garmes                         |            |
| The Five Pennies                | Daniel L. Fapp                     |            |
| The Nun's Story                 | Franz Planer                       |            |
| Porgy and Bess                  | Leon Shamroy                       |            |

### 1960-1969
| Jaar                                      | Film                                                                    | Camerawerk |
| ----------------------------------------- | ----------------------------------------------------------------------- | ---------- |
| 1960 (33e)                                |                                                                         |            |
| Zwart-wit                                 |                                                                         |            |
| Sons and Lovers                           | Freddie Francis                                                         |            |
| The Apartment                             | Joseph LaShelle                                                         |            |
| The Facts of Life                         | Charles B. Lang jr.                                                     |            |
| Inherit the Wind                          | Ernest Laszlo                                                           |            |
| Psycho                                    | John L. Russell                                                         |            |
| Kleur                                     |                                                                         |            |
| Spartacus                                 | Russell Metty                                                           |            |
| The Alamo                                 | William H. Clothier                                                     |            |
| Butterfield 8                             | Joseph Ruttenberg en Charles Harten                                     |            |
| Exodus                                    | Sam Leavitt                                                             |            |
| Pepe                                      | Joe MacDonald                                                           |            |
| 1961 (34e)                                |                                                                         |            |
| Zwart-wit                                 |                                                                         |            |
| The Hustler                               | Eugen Schüfftan                                                         |            |
| The Absent-Minded Professor               | Edward Colman                                                           |            |
| The Children's Hour                       | Franz F. Planer                                                         |            |
| Judgment at Nuremberg                     | Ernest Laszlo                                                           |            |
| One, Two, Three                           | Daniel L. Fapp                                                          |            |
| Kleur                                     |                                                                         |            |
| West Side Story                           | Daniel L. Fapp                                                          |            |
| Fanny                                     | Jack Cardiff                                                            |            |
| Flower Drum Song                          | Russell Metty                                                           |            |
| A Majority of One                         | Harry Stradling sr.                                                     |            |
| One-Eyed Jacks                            | Charles Lang jr.                                                        |            |
| 1962 (35e)                                |                                                                         |            |
| Zwart-wit                                 |                                                                         |            |
| The Longest Day                           | Jean Bourgoin en Walter Wottitz (en Henri Persin)                       |            |
| Birdman of Alcatraz                       | Burnett Guffey                                                          |            |
| To Kill a Mockingbird                     | Russell Harlan                                                          |            |
| Two for the Seesaw                        | Ted McCord                                                              |            |
| What Ever Happened to Baby Jane?          | Ernest Haller                                                           |            |
| Kleur                                     |                                                                         |            |
| Lawrence of Arabia                        | Fred A. Young                                                           |            |
| Gypsy                                     | Harry Stradling sr.                                                     |            |
| Hatari!                                   | Russell Harlan                                                          |            |
| Mutiny on the Bounty                      | Robert L. Surtees                                                       |            |
| The Wonderful World of the Brothers Grimm | Paul C. Vogel                                                           |            |
| 1963 (36e)                                |                                                                         |            |
| Zwart-wit                                 |                                                                         |            |
| Hud                                       | James Wong Howe                                                         |            |
| The Balcony                               | George Folsey                                                           |            |
| The Caretakers                            | Lucien Ballard                                                          |            |
| Lilies of the Field                       | Ernest Haller                                                           |            |
| Love with the Proper Stranger             | Milton Krasner                                                          |            |
| Kleur                                     |                                                                         |            |
| Cleopatra                                 | Leon Shamroy                                                            |            |
| The Cardinal                              | Leon Shamroy                                                            |            |
| How the West Was Won                      | William H. Daniels, Milton Krasner, Charles Lang jr. en Joseph LaShelle |            |
| Irma la Douce                             | Joseph LaShelle                                                         |            |
| It's a Mad, Mad, Mad, Mad World           | Ernest Laszlo                                                           |            |
| 1964 (37e)                                |                                                                         |            |
| Zwart-wit                                 |                                                                         |            |
| Zorba the Greek                           | Walter Lassally                                                         |            |
| The Americanization of Emily              | Philip H. Lathrop                                                       |            |
| Fate Is the Hunter                        | Milton Krasner                                                          |            |
| Hush... Hush, Sweet Charlotte             | Joseph Biroc                                                            |            |
| The Night of the Iguana                   | Gabriel Figueroa                                                        |            |
| Kleur                                     |                                                                         |            |
| My Fair Lady                              | Harry Stradling                                                         |            |
| Becket                                    | Geoffrey Unsworth                                                       |            |
| Cheyenne Autumn                           | William H. Clothier                                                     |            |
| Mary Poppins                              | Edward Colman                                                           |            |
| The Unsinkable Molly Brown                | Daniel L. Fapp                                                          |            |
| 1965 (38e)                                |                                                                         |            |
| Zwart-wit                                 |                                                                         |            |
| Ship of Fools                             | Ernest Laszlo                                                           |            |
| In Harm's Way                             | Loyal Griggs                                                            |            |
| King Rat                                  | Burnett Guffey                                                          |            |
| Morituri                                  | Conrad Hall                                                             |            |
| A Patch of Blue                           | Robert Burks                                                            |            |
| Kleur                                     |                                                                         |            |
| Doctor Zhivago                            | Freddie Young                                                           |            |
| The Agony and the Ecstasy                 | Leon Shamroy                                                            |            |
| The Great Race                            | Russell Harlan                                                          |            |
| The Greatest Story Ever Told              | William C. Mellor en Loyal Griggs                                       |            |
| The Sound of Music                        | Ted McCord                                                              |            |
| 1966 (39e)                                |                                                                         |            |
| Zwart-wit                                 |                                                                         |            |
| Who's Afraid of Virginia Woolf?           | Haskell Wexler                                                          |            |
| The Fortune Cookie                        | Joseph LaShelle                                                         |            |
| Georgy Girl                               | Ken Higgins                                                             |            |
| Is Paris Burning?                         | Marcel Grignon                                                          |            |
| Seconds                                   | James Wong Howe                                                         |            |
| Kleur                                     |                                                                         |            |
| A Man for All Seasons                     | Ted Moore                                                               |            |
| Fantastic Voyage                          | Ernest Laszlo                                                           |            |
| Hawaii                                    | Russell Harlan                                                          |            |
| The Professionals                         | Conrad Hall                                                             |            |
| The Sand Pebbles                          | Joseph MacDonald                                                        |            |
| 1967 (40e)                                |                                                                         |            |
| Bonnie and Clyde                          | Burnett Guffey                                                          |            |
| Camelot                                   | Richard H. Kline                                                        |            |
| Doctor Dolittle                           | Robert Surtees                                                          |            |
| The Graduate                              | Robert Surtees                                                          |            |
| In Cold Blood                             | Conrad Hall                                                             |            |
| 1968 (41e)                                |                                                                         |            |
| Romeo and Juliet                          | Pasqualino De Santis                                                    |            |
| Funny Girl                                | Harry Stradling                                                         |            |
| Ice Station Zebra                         | Daniel L. Fapp                                                          |            |
| Oliver!                                   | Oswald Morris                                                           |            |
| Star!                                     | Ernest Laszlo                                                           |            |
| 1969 (42e)                                |                                                                         |            |
| Butch Cassidy and the Sundance Kid        | Conrad Hall                                                             |            |
| Anne of the Thousand Days                 | Arthur Ibbetson                                                         |            |
| Bob & Carol & Ted & Alice                 | Charles B. Lang                                                         |            |
| Hello, Dolly!                             | Harry Stradling                                                         |            |
| Marooned                                  | Daniel Fapp                                                             |            |

### 1970-1979
| Jaar                               | Film                                                                | Camerawerk |
| ---------------------------------- | ------------------------------------------------------------------- | ---------- |
| 1970 (43e)                         |                                                                     |            |
| Ryan's Daughter                    | Freddie Young                                                       |            |
| Airport                            | Ernest Laszlo                                                       |            |
| Patton                             | Fred Koenekamp                                                      |            |
| Tora! Tora! Tora!                  | Charles F. Wheeler, Osami Furuya, Sinsaku Himeda en Masamichi Satoh |            |
| Women in Love                      | Billy Williams                                                      |            |
| 1971 (44e)                         |                                                                     |            |
| Fiddler on the Roof                | Oswald Morris                                                       |            |
| The French Connection              | Owen Roizman                                                        |            |
| The Last Picture Show              | Robert Surtees                                                      |            |
| Nicholas and Alexandra             | Freddie Young                                                       |            |
| Summer of '42                      | Robert Surtees                                                      |            |
| 1972 (45e)                         |                                                                     |            |
| Cabaret                            | Geoffrey Unsworth                                                   |            |
| 1776                               | Harry Stradling jr.                                                 |            |
| Butterflies Are Free               | Charles B. Lang                                                     |            |
| The Poseidon Adventure             | Harold E. Stine                                                     |            |
| Travels with My Aunt               | Douglas Slocombe                                                    |            |
| 1973 (46e)                         |                                                                     |            |
| Cries and Whispers                 | Sven Nykvist                                                        |            |
| The Exorcist                       | Owen Roizman                                                        |            |
| Jonathan Livingston Seagull        | Jack Couffer                                                        |            |
| The Sting                          | Robert Surtees                                                      |            |
| The Way We Were                    | Harry Stradling jr.                                                 |            |
| 1974 (47e)                         |                                                                     |            |
| The Towering Inferno               | Fred Koenekamp en Joseph Biroc                                      |            |
| Chinatown                          | John A. Alonzo                                                      |            |
| Earthquake                         | Philip Lathrop                                                      |            |
| Lenny                              | Bruce Surtees                                                       |            |
| Murder on the Orient Express       | Geoffrey Unsworth                                                   |            |
| 1975 (48e)                         |                                                                     |            |
| Barry Lyndon                       | John Alcott                                                         |            |
| The Day of the Locust              | Conrad Hall                                                         |            |
| Funny Lady                         | James Wong Howe                                                     |            |
| The Hindenburg                     | Robert Surtees                                                      |            |
| One Flew Over the Cuckoo's Nest    | Haskell Wexler en Bill Butler                                       |            |
| 1976 (49e)                         |                                                                     |            |
| Bound for Glory                    | Haskell Wexler                                                      |            |
| King Kong                          | Richard H. Kline                                                    |            |
| Logan's Run                        | Ernest Laszlo                                                       |            |
| Network                            | Owen Roizman                                                        |            |
| A Star Is Born                     | Robert Surtees                                                      |            |
| 1977 (50e)                         |                                                                     |            |
| Close Encounters of the Third Kind | Vilmos Zsigmond                                                     |            |
| Islands in the Stream              | Fred J. Koenekamp                                                   |            |
| Julia                              | Douglas Slocombe                                                    |            |
| Looking for Mr. Goodbar            | William A. Fraker                                                   |            |
| The Turning Point                  | Robert Surtees                                                      |            |
| 1978 (51e)                         |                                                                     |            |
| Days of Heaven                     | Néstor Almendros                                                    |            |
| The Deer Hunter                    | Vilmos Zsigmond                                                     |            |
| Heaven Can Wait                    | William A. Fraker                                                   |            |
| Same Time, Next Year               | Robert Surtees                                                      |            |
| The Wiz                            | Oswald Morris                                                       |            |
| 1979 (52e)                         |                                                                     |            |
| Apocalypse Now                     | Vittorio Storaro                                                    |            |
| 1941                               | William A. Fraker                                                   |            |
| All That Jazz                      | Giuseppe Rotunno                                                    |            |
| The Black Hole                     | Frank Phillips                                                      |            |
| Kramer vs. Kramer                  | Néstor Almendros                                                    |            |

### 1980-1989
| Jaar                              | Film                                        | Camerawerk |
| --------------------------------- | ------------------------------------------- | ---------- |
| 1980 (53e)                        |                                             |            |
| Tess                              | Geoffrey Unsworth en Ghislain Cloquet       |            |
| The Blue Lagoon                   | Néstor Almendros                            |            |
| Coal Miner's Daughter             | Ralf D. Bode                                |            |
| The Formula                       | James Crabe                                 |            |
| Raging Bull                       | Michael Chapman                             |            |
| 1981 (54e)                        |                                             |            |
| Reds                              | Vittorio Storaro                            |            |
| Excalibur                         | Alex Thomson                                |            |
| On Golden Pond                    | Billy Williams                              |            |
| Ragtime                           | Miroslav Ondrícek                           |            |
| Raiders of the Lost Ark           | Douglas Slocombe                            |            |
| 1982 (55e)                        |                                             |            |
| Gandhi                            | Billy Williams en Ronnie Taylor             |            |
| Das Boot                          | Jost Vacano                                 |            |
| E.T. the Extra-Terrestrial        | Allen Daviau                                |            |
| Sophie's Choice                   | Néstor Almendros                            |            |
| Tootsie                           | Owen Roizman                                |            |
| 1983 (56e)                        |                                             |            |
| Fanny & Alexander                 | Sven Nykvist                                |            |
| Flashdance                        | Don Peterman                                |            |
| The Right Stuff                   | Caleb Deschanel                             |            |
| WarGames                          | William A. Fraker                           |            |
| Zelig                             | Gordon Willis                               |            |
| 1984 (57e)                        |                                             |            |
| The Killing Fields                | Chris Menges                                |            |
| Amadeus                           | Miroslav Ondrícek                           |            |
| The Natural                       | Caleb Deschanel                             |            |
| A Passage to India                | Ernest Day                                  |            |
| The River                         | Vilmos Zsigmond                             |            |
| 1985 (58e)                        |                                             |            |
| Out of Africa                     | David Watkin                                |            |
| The Color Purple                  | Allen Daviau                                |            |
| Murphy's Romance                  | William A. Fraker                           |            |
| Ran                               | Takao Saito, Masaharu Ueda en Asakazu Nakai |            |
| Witness                           | John Seale                                  |            |
| 1986 (59e)                        |                                             |            |
| The Mission                       | Chris Menges                                |            |
| Peggy Sue Got Married             | Jordan Cronenweth                           |            |
| Platoon                           | Robert Richardson                           |            |
| A Room with a View                | Tony Pierce-Roberts                         |            |
| Star Trek IV: The Voyage Home     | Don Peterman                                |            |
| 1987 (60e)                        |                                             |            |
| The Last Emperor                  | Vittorio Storaro                            |            |
| Broadcast News                    | Michael Ballhaus                            |            |
| Empire of the Sun                 | Allen Daviau                                |            |
| Hope and Glory                    | Philippe Rousselot                          |            |
| Matewan                           | Haskell Wexler                              |            |
| 1988 (61e)                        |                                             |            |
| Mississippi Burning               | Peter Biziou                                |            |
| Rain Man                          | John Seale                                  |            |
| Tequila Sunrise                   | Conrad L. Hall                              |            |
| The Unbearable Lightness of Being | Sven Nykvist                                |            |
| Who Framed Roger Rabbit           | Dean Cundey                                 |            |
| 1989 (62e)                        |                                             |            |
| Glory                             | Freddie Francis                             |            |
| The Abyss                         | Mikael Salomon                              |            |
| Blaze                             | Haskell Wexler                              |            |
| Born on the Fourth of July        | Robert Richardson                           |            |
| The Fabulous Baker Boys           | Michael Ballhaus                            |            |

### 1990-1999
| Jaar                        | Film                | Camerawerk |
| --------------------------- | ------------------- | ---------- |
| 1990 (63e)                  |                     |            |
| Dances with Wolves          | Dean Semler         |            |
| Avalon                      | Allen Daviau        |            |
| Dick Tracy                  | Vittorio Storaro    |            |
| The Godfather Part III      | Gordon Willis       |            |
| Henry & June                | Philippe Rousselot  |            |
| 1991 (64e)                  |                     |            |
| JFK                         | Robert Richardson   |            |
| Bugsy                       | Allen Daviau        |            |
| The Prince of Tides         | Stephen Goldblatt   |            |
| Terminator 2: Judgment Day  | Adam Greenberg      |            |
| Thelma & Louise             | Adrian Biddle       |            |
| 1992 (65e)                  |                     |            |
| A River Runs Through It     | Philippe Rousselot  |            |
| Hoffa                       | Stephen H. Burum    |            |
| Howards End                 | Tony Pierce-Roberts |            |
| The Lover                   | Robert Fraisse      |            |
| Unforgiven                  | Jack N. Green       |            |
| 1993 (66e)                  |                     |            |
| Schindler's List            | Janusz Kamiński     |            |
| Farewell My Concubine       | Gu Changwei         |            |
| The Fugitive                | Michael Chapman     |            |
| The Piano                   | Stuart Dryburgh     |            |
| Searching for Bobby Fischer | Conrad L. Hall      |            |
| 1994 (67e)                  |                     |            |
| Legends of the Fall         | John Toll           |            |
| Forrest Gump                | Don Burgess         |            |
| Red                         | Piotr Sobocinski    |            |
| The Shawshank Redemption    | Roger Deakins       |            |
| Wyatt Earp                  | Owen Roizman        |            |
| 1995 (68e)                  |                     |            |
| Braveheart                  | John Toll           |            |
| Batman Forever              | Stephen Goldblatt   |            |
| A Little Princess           | Emmanuel Lubezki    |            |
| Sense and Sensibility       | Michael Coulter     |            |
| Shanghai Triad              | Lü Yue              |            |
| 1996 (69e)                  |                     |            |
| The English Patient         | John Seale          |            |
| Evita                       | Darius Khondji      |            |
| Fargo                       | Roger Deakins       |            |
| Fly Away Home               | Caleb Deschanel     |            |
| Michael Collins             | Chris Menges        |            |
| 1997 (70e)                  |                     |            |
| Titanic                     | Russell Carpenter   |            |
| Amistad                     | Janusz Kamiński     |            |
| Kundun                      | Roger Deakins       |            |
| L.A. Confidential           | Dante Spinotti      |            |
| The Wings of the Dove       | Eduardo Serra       |            |
| 1998 (71e)                  |                     |            |
| Saving Private Ryan         | Janusz Kamiński     |            |
| A Civil Action              | Conrad L. Hall      |            |
| Elizabeth                   | Remi Adefarasin     |            |
| Shakespeare in Love         | Richard Greatrex    |            |
| The Thin Red Line           | John Toll           |            |
| 1999 (72e)                  |                     |            |
| American Beauty             | Conrad L. Hall      |            |
| The End of the Affair       | Roger Pratt         |            |
| The Insider                 | Dante Spinotti      |            |
| Sleepy Hollow               | Emmanuel Lubezki    |            |
| Snow Falling on Cedars      | Robert Richardson   |            |

### 2000-2009
| Jaar                                                       | Film                          | Camerawerk |
| ---------------------------------------------------------- | ----------------------------- | ---------- |
| 2000 (73e)                                                 |                               |            |
| Crouching Tiger, Hidden Dragon                             | Peter Pau                     |            |
| Gladiator                                                  | John Mathieson                |            |
| Malèna                                                     | Lajos Koltai                  |            |
| O Brother, Where Art Thou?                                 | Roger Deakins                 |            |
| The Patriot                                                | Caleb Deschanel               |            |
| 2001 (74e)                                                 |                               |            |
| The Lord of the Rings: The Fellowship of the Ring          | Andrew Lesnie                 |            |
| Amélie                                                     | Bruno Delbonnel               |            |
| Black Hawk Down                                            | Slawomir Idziak               |            |
| The Man Who Wasn't There                                   | Roger Deakins                 |            |
| Moulin Rouge!                                              | Donald M. McAlpine            |            |
| 2002 (75e)                                                 |                               |            |
| Road to Perdition                                          | Conrad L. Hall                |            |
| Chicago                                                    | Dion Beebe                    |            |
| Far from Heaven                                            | Edward Lachman                |            |
| Gangs of New York                                          | Michael Ballhaus              |            |
| The Pianist                                                | Paweł Edelman                 |            |
| 2003 (76e)                                                 |                               |            |
| Master and Commander: The Far Side of the World            | Russell Boyd                  |            |
| City of God                                                | César Charlone                |            |
| Cold Mountain                                              | John Seale                    |            |
| Girl with a Pearl Earring                                  | Eduardo Serra                 |            |
| Seabiscuit                                                 | John Schwartzman              |            |
| 2004 (77e)                                                 |                               |            |
| The Aviator                                                | Robert Richardson             |            |
| House of Flying Daggers                                    | Zhao Xiaoding                 |            |
| The Passion of the Christ                                  | Caleb Deschanel               |            |
| The Phantom of the Opera                                   | John Mathieson                |            |
| A Very Long Engagement                                     | Bruno Delbonnel               |            |
| 2005 (78e)                                                 |                               |            |
| Memoirs of a Geisha                                        | Dion Beebe                    |            |
| Batman Begins                                              | Wally Pfister                 |            |
| Brokeback Mountain                                         | Rodrigo Prieto                |            |
| Good Night, and Good Luck                                  | Robert Elswit                 |            |
| The New World                                              | Emmanuel Lubezki              |            |
| 2006 (79e)                                                 |                               |            |
| Pan's Labyrinth                                            | Guillermo Navarro             |            |
| The Black Dahlia                                           | Vilmos Zsigmond               |            |
| Children of Men                                            | Emmanuel Lubezki              |            |
| The Illusionist                                            | Dick Pope                     |            |
| The Prestige                                               | Wally Pfister                 |            |
| 2007 (80e)                                                 |                               |            |
| There Will Be Blood                                        | Robert Elswit                 |            |
| The Assassination of Jesse James by the Coward Robert Ford | Roger Deakins                 |            |
| Atonement                                                  | Seamus McGarvey               |            |
| The Diving Bell and the Butterfly                          | Janusz Kamiński               |            |
| No Country for Old Men                                     | Roger Deakins                 |            |
| 2008 (81e)                                                 |                               |            |
| Slumdog Millionaire                                        | Anthony Dod Mantle            |            |
| Changeling                                                 | Tom Stern                     |            |
| The Curious Case of Benjamin Button                        | Claudio Miranda               |            |
| The Dark Knight                                            | Wally Pfister                 |            |
| The Reader                                                 | Chris Menges en Roger Deakins |            |
| 2009 (82e)                                                 |                               |            |
| Avatar                                                     | Mauro Fiore                   |            |
| Harry Potter and the Half-Blood Prince                     | Bruno Delbonnel               |            |
| The Hurt Locker                                            | Barry Ackroyd                 |            |
| Inglourious Basterds                                       | Robert Richardson             |            |
| The White Ribbon                                           | Christian Berger              |            |

### 2010-2019
| Jaar                                            | Film                             | Camerawerk |
| ----------------------------------------------- | -------------------------------- | ---------- |
| 2010 (83e)                                      |                                  |            |
| Inception                                       | Wally Pfister                    |            |
| Black Swan                                      | Matthew Libatique                |            |
| The King's Speech                               | Danny Cohen                      |            |
| The Social Network                              | Jeff Cronenweth                  |            |
| True Grit                                       | Roger Deakins                    |            |
| 2011 (84e)                                      |                                  |            |
| Hugo                                            | Robert Richardson                |            |
| The Artist                                      | Guillaume Schiffman              |            |
| The Girl with the Dragon Tattoo                 | Jeff Cronenweth                  |            |
| The Tree of Life                                | Emmanuel Lubezki                 |            |
| War Horse                                       | Janusz Kamiński                  |            |
| 2012 (85e)                                      |                                  |            |
| Life of Pi                                      | Claudio Miranda                  |            |
| Anna Karenina                                   | Seamus McGarvey                  |            |
| Django Unchained                                | Robert Richardson                |            |
| Lincoln                                         | Janusz Kamiński                  |            |
| Skyfall                                         | Roger Deakins                    |            |
| 2013 (86e)                                      |                                  |            |
| Gravity                                         | Emmanuel Lubezki                 |            |
| The Grandmaster                                 | Philippe Le Sourd                |            |
| Inside Llewyn Davis                             | Bruno Delbonnel                  |            |
| Nebraska                                        | Phedon Papamichael               |            |
| Prisoners                                       | Roger Deakins                    |            |
| 2014 (87e)                                      |                                  |            |
| Birdman or (The Unexpected Virtue of Ignorance) | Emmanuel Lubezki                 |            |
| The Grand Budapest Hotel                        | Robert Yeoman                    |            |
| Ida                                             | Łukasz Żal en Ryszard Lenczewski |            |
| Mr. Turner                                      | Dick Pope                        |            |
| Unbroken                                        | Roger Deakins                    |            |
| 2015 (88e)                                      |                                  |            |
| The Revenant                                    | Emmanuel Lubezki                 |            |
| Carol                                           | Ed Lachman                       |            |
| The Hateful Eight                               | Robert Richardson                |            |
| Mad Max: Fury Road                              | John Seale                       |            |
| Sicario                                         | Roger Deakins                    |            |
| 2016 (89e)                                      |                                  |            |
| La La Land                                      | Linus Sandgren                   |            |
| Arrival                                         | Bradford Young                   |            |
| Lion                                            | Greig Fraser                     |            |
| Moonlight                                       | James Laxton                     |            |
| Silence                                         | Rodrigo Prieto                   |            |
| 2017 (90e)                                      |                                  |            |
| Blade Runner 2049                               | Roger Deakins                    |            |
| Darkest Hour                                    | Bruno Delbonnel                  |            |
| Dunkirk                                         | Hoyte van Hoytema                |            |
| Mudbound                                        | Rachel Morrison                  |            |
| The Shape of Water                              | Dan Laustsen                     |            |
| 2018 (91e)                                      |                                  |            |
| Roma                                            | Alfonso Cuarón                   |            |
| Cold War                                        | Łukasz Żal                       |            |
| The Favourite                                   | Robbie Ryan                      |            |
| Never Look Away                                 | Caleb Deschanel                  |            |
| A Star Is Born                                  | Matthew Libatique                |            |
| 2019 (92e)                                      |                                  |            |
| 1917                                            | Roger Deakins                    |            |
| The Irishman                                    | Rodrigo Prieto                   |            |
| Joker                                           | Lawrence Sher                    |            |
| The Lighthouse                                  | Jarin Blaschke                   |            |
| Once Upon a Time in Hollywood                   | Robert Richardson                |            |

### 2020-2029
| Jaar                                          | Film                  | Camerawerk |
| --------------------------------------------- | --------------------- | ---------- |
| 2020 (93e)                                    |                       |            |
| Mank                                          | Erik Messerschmidt    |            |
| Judas and the Black Messiah                   | Sean Bobbitt          |            |
| News of the World                             | Dariusz Wolski        |            |
| Nomadland                                     | Joshua James Richards |            |
| The Trial of the Chicago 7                    | Phedon Papamichael    |            |
| 2021 (94e)                                    |                       |            |
| Dune                                          | Greig Fraser          |            |
| Nightmare Alley                               | Dan Laustsen          |            |
| The Power of the Dog                          | Ari Wegner            |            |
| The Tragedy of Macbeth                        | Bruno Delbonnel       |            |
| West Side Story                               | Janusz Kamiński       |            |
| 2022 (95e)                                    |                       |            |
| All Quiet on the Western Front                | James Friend          |            |
| Bardo, False Chronicle of a Handful of Truths | Darius Khondji        |            |
| Elvis                                         | Mandy Walker          |            |
| Empire of Light                               | Roger Deakins         |            |
| Tár                                           | Florian Hoffmeister   |            |
| 2023 (96e)                                    |                       |            |
| Oppenheimer                                   | Hoyte van Hoytema     |            |
| El Conde                                      | Edward Lachman        |            |
| Killers of the Flower Moon                    | Rodrigo Prieto        |            |
| Maestro                                       | Matthew Libatique     |            |
| Poor Things                                   | Robbie Ryan           |            |
| 2024 (97ste)                                  |                       |            |
| The Brutalist                                 | Lol Crawley           |            |
| Dune: Part Two                                | Greig Fraser          |            |
| Emilia Pérez                                  | Paul Guilhaume        |            |
| Maria                                         | Ed Lachman            |            |
| Nosferatu                                     | Jarin Blaschke        |            |

|}